# Občina Žužemberk
Občina Žužemberk je ena od občin v Republiki Sloveniji s 4.700 prebivalci in s središčem v Žužemberku. Nastala je leta 1998 z izločitvijo iz občine Novo mesto.

## Zgodovina občine
Leta 1868 so obnovili okrajna glavarstva kot edine deželnoknežje organe splošne uprave. Pred letom 1868 je obstajal okraj Žužemberk, ki je kasneje spadala pod Novo mesto. Okraj Žužemberk je zajemal občine: Ambrus, Dvor, Hinje, Smuka, Zagradec in Žužemberk. Po spremembi leta 1868 je Žužemberk spadal v nov upravni okraj Novo mesto ter sodni okraj Žužemberk, ki je obsegal še: Ambrus, Dvor, Smuko, Zagradec in Žužemberk. Iz tega sledi, da je po spremembi je sodni okraj ostal enak kot pred tem okraj Žužemberk. Okraj Žužemberk je imel leta 1854 1.062 prebivalcev.
V leksikonu občin iz leta 1906 se Žužemberk navaja kot sodni okraj, ki združuje občine, tudi z nemškim imenom Seisenberg. Zdravstvena občina je bila enotna za vse občine in je bila enaka sodnemu okraju Žužemberk. Kot kraji rimokatoliških matičnih mest so za občino navedeni kraji Žužemberk (župnija), Hrib (župnija Hinje), Šmihel (župnija Šmihel pri Žužemberku).

#### Popis prebivalcev 31. januarja 1921
V novem popisu se občina Žužemberk nahaja v srezu Novo mesto in ima 4.105 prebivalcev, ki so vsi rimokatoliške vere. Popis ponuja podrobnejše podatke o narodnosti prebivalcev, ki so bili v občini Žužemberk: 4.097 Slovencev, 6 Nemcev, 1 Srb ali Hrvat in 1 Čehoslovak.

#### Trideseta leta 20. stoletja
Enak način dela, kot v Avstro-ogrski so predvidevali tudi v Kraljevini SHS, kjer so nadaljevali s svojim delom do leta 1931. Takrat so okrajne samouprave prenehale z delovanjem, nadaljevali pa so se cestni odbori in okrajni kmetijski odbori. Vpeljali so tudi sreske kmetijske odbore, ki so imeli nalogo pospeševanja kmetijstva. Uvedli so tudi zdravstvene obline, ki so bile uvedene za pospeševanje narodnega zdravja. V srezu Novo mesto so zato ustanovili združene zdravstvene občine Novo mesto, okolica, Toplice in Žužemberk.
Popis prebivalcev leta 1931 občino Žužemberk uvršča v srez Novo mesto. Občina je imela 877 hiš, z 900 gospodinjstvi. Moških je bilo 2.128, žensk 2.305, kar skupaj pomeni 4.433 ljudi. Gostota naselitve v je bila 50-74 prebivalcev.
Po spremembah leta 1921 in leta 1929 se število občin v Dravski banovini ni dosti spreminjalo (ena občina manj). Leta 1931 je Žužemberk spadal v srez Novo mesto, občina Žužemberk pa je imela 4.433 prebivalcev. V letu 1933 so se zgodile večje spremembe, kar je vplivalo tudi na število občin. Razmišljali so o uvedbi sreških občin (občine višjega reda), obenem pa bi povečali število srezov, s čimer so nameravali zmanjšati število prebivalcev v srezih. To so sprejeli v Zakonu o občinah, 1933. Z združevanjem občin (komasacijo) je v novomeškem srezu prišlo do nekaj sprememb, saj so združevali občine in izmenjavali kraje. Žužemberk je izgubil v oziru na prejšnje stanje kraj Veliko Lipje, odcepila se je občina Zagradec, ki je zdaj združevala Zagradec, Selo-Šumberk, Ambrus in kraja Dečja vas ter Drašča vas (priključena iz občine Žužemberk). Novo območje občine Žužemberk je zajemalo Žužemberk, Reber, Gornji Križ in Šmihel, kateremu so odtrgali Dečjo vas in Draščo vas. Leta 1939 je občina Žužemberk obsegala 39,86 km2, imela pa je 2.416 prebivalcev.

#### Krajevni leksikon dravske banovine
V krajevnem leksikonu so na začetku predstavili prebivalstvo. Občina Žužemberk je imela 2315 prebivalcev, 494 hiš, 410 posesti, 77 koč in 3 najemniških posesti. Površina je obsegala 3703 hektare, podatek pa velja za občino brez Drašče vasi, ki ji je bila priključena leta 1936. Površino so opisali natančneje in naredili razdelitev na 2335 hektarov gozdov, 946 ha vrtov in njiv, 253 ha travnikov in pašnikov, 39 ha vinogradov in ostalo 130. Teren občine je opisan kot kraški, suh in vrtačast. Razen reke Krke ni opisanih potokov, za Krko pa so napisali, da se je globoko zarezala, naredila naravne slapove, tok pa je opisan po sredini občine. Od hribov so omenili le Plešivico s cerkvijo sv. Katarine, za katero je bil objavljena tudi višina 523 m. Gozdovi so zavzemali 2/3 občinske površine, v njih pa sta prevladovala hrast in gaber, občina pa ni bila redko poseljena zaradi reke Krke, ob kateri so se nahajale vasi. Za tem je sledil opis pridelkov, za katere so ugotovili, da jih skoraj vse vasi na levem bregu Krke tudi prodajajo, v Ljubljano pa so prebivalci prodajali govedo, prašiče, krompir, fižol, lan, proso, kokoši, jajca, surovo maslo, prav tako tudi les. Za vasi so ugotovili, da so gručaste, vinogradi pa so bili zasajeni na Kriški, Brinovi, Stari gori, največ pa na Liscu. Vino so prebivalci po večini porabili doma. V Krki je bil bogat ribolov, prebivalce pa so označili za Kranjčane.
Med drugo svetovno vojno se je pojavila upravna težava. Tako okupator kot osvobodilno gibanje sta istočasno oblikovala vsak svoj način ureditve. Kot večina Dolenjske, je tudi občina Žužemberk med drugo svetovno vojno spadala pod italijansko upravo, v Ljubljansko pokrajino.
V prvih letih po vojni je novomeško okrožje imelo pet okrajev: Črnomelj, Kočevje, Krško, Novo mesto in Trebnje, s skupaj 436 kraji. V aprilu 1952 so sprejeli Zakon o razdelitvi Ljudske republike Slovenije, ki je republiko delil na mesta, okraje in občine. Za novomeški okraj so predvidevali 27 občin. Po novem zakonu je bila ustanovljena občina Žužemberk, s 3.021 prebivalci, spadala je v okraj Novo mesto. Prejšnje kraje (1.119) so z novim zakonom zamenjale občine (386), kar pomeni, da so sledili stanju kot je bilo predvojno in so na novo oblikovali občine v redkih primerih.
Nova prelomnica se je zgodila leta 1955, ko so občine dobile položaj komune. Okraj Novo mesto je imel 11 občin in 92.400 prebivalcev. Vanj je spadala tudi občina Žužemberk s 6.600 prebivalci, kar pomeni, da se je število prebivalcev, glede na leto 1952 povečalo za več kot dvakrat. V primerjavi med letoma 1931 in 1955 se je število občin najmanj zmanjšalo v okolici Novega mesta.
Leta 1965 so sprejeli Ustavni zakon o odpravi okrajev v SR Sloveniji in Zakon za izvedbo odprave okrajev v SR Sloveniji, s katerima so ukinili okraje Celje, Koper, Ljubljano in Maribor. S posegom v ureditev okrajev sta postali družbenopolitični skupnosti republika in občina. S tem zakonom so se občine ustalile in ni bilo pogostih sprememb do leta 1994.
Z novo ustavo, leta 1974, je občina postala temeljna teritorialna enota. Občina Žužemberk takrat ni obstajala, saj je bila vključena v občino Novo mesto, kraj pa je imel svojo krajevno skupnost, ki je bila del občine.

## Občina Žužemberk po ustanovitvi 1998
V letu 1996 so sprejeli Zakon o postopku za ustanovitev občin ter za določitev njihovih območij, s čimer se je povečala možnost za ustanavljanje občin. Državni zbor je 19. marca 1998 sprejel Odlok o razpisu referenduma in določitvi referendumskih območij za ustanovitev občin ter za določitev oziroma spremembo njihovih območij in razpisu referenduma za spremembo imen in sedežev občin. Z izvedbo referenduma so ustanovili 45 novih občin in povečali število na 192, od tega je bilo 11 mestnih občin. Med novimi občinami je bila ustanovljena tudi občina Žužemberk, ki se je izločila iz občine Novo mesto. Nove redne lokalne volitve so bile izvedene ob koncu leta, 22. novembra 1998.

## Naselja v občini
Boršt pri Dvoru, Brezova Reber pri Dvoru, Budganja vas, Dešeča vas, Dolnji Ajdovec, Dolnji Kot, Dolnji Križ, Drašča vas, Dvor, Gornji Ajdovec, Gornji Kot, Gornji Križ, Gradenc, Hinje, Hrib pri Hinjah, Jama pri Dvoru, Klečet, Klopce, Lašče, Lazina, Lopata, Mačkovec pri Dvoru, Mali Lipovec, Malo Lipje, Pleš, Plešivica, Podgozd, Podlipa, Poljane pri Žužemberku, Prapreče, Prevole, Ratje, Reber, Sadinja vas pri Dvoru, Sela pri Ajdovcu, Sela pri Hinjah, Srednji Lipovec, Stavča vas, Šmihel pri Žužemberku, Trebča vas, Veliki Lipovec, Veliko Lipje, Vinkov Vrh, Visejec, Vrh pri Hinjah, Vrh pri Križu, Vrhovo pri Žužemberku, Zafara, Zalisec, Žužemberk, Žvirče

## Galerija
- Grad Žužemberk
- Železarna na Dvoru
- Žužemberk